# Campeonato Sul-Americano de Atletismo Júnior de 1970
O Campeonato Sul-Americano de Atletismo Júnior de 1970 foi a 8ª edição da competição de atletismo organizada pela CONSUDATLE para atletas com menos de vinte anos, classificados como júnior ou sub-20. O evento foi realizado no Estádio Olímpico Pascual Guerrero em Cáli, na Colômbia, entre 9 e 12 de outubro de 1970. Contou com cerca de 194 atletas de nove nacionalidades.

## Medalhistas
Esses foram os resultados do campeonato.

### Masculino
| Evento                      | Ouro                     | Ouro   | Prata                     | Prata  | Bronze                      | Bronze |
| --------------------------- | ------------------------ | ------ | ------------------------- | ------ | --------------------------- | ------ |
| 100 metros                  | Julio Escobar (COL)      | 10.9   | Augusto Marchinaris (PER) | 11.0   | Abdala Bucaram (ECU)        | 11.0   |
| 200 metros                  | Julio Escobar (COL)      | 21.6   | Rubén Paulo (ARG)         | 21.9   | Jorge Villanueva (ARG)      | 22.1   |
| 400 metros                  | José Báez (ARG)          | 49.3   | Demetrio Pérez (PER)      | 50.2   | Augusto Marchinaris (PER)   | 50.3   |
| 800 metros                  | Héctor López (VEN)       | 1:49.9 | José Báez (ARG)           | 1:53.6 | Elio Carraveta (BRA)        | 1:54.9 |
| 1 500 metros                | Guillermo Martínez (COL) | 4:01.8 | Luis Castro (ECU)         | 4:04.7 | Ernesto Barrantes (COL)     | 4:05.3 |
| 3 000 metros                | Guillermo Martínez (COL) | 8:45.7 | Luis Castro (ECU)         | 8:46.9 | Jorge Pavón (ECU)           | 8:58.2 |
| 1 500 metros com obstáculos | José González (CHI)      | 4:29.4 | Carlos Pinheiro (BRA)     | 4:31.7 | Ernesto Barrantes (COL)     | 4:32.0 |
| 110 metros barreiras        | Francisco Rosetto (ARG)  | 15.2   | Antonio Varela (COL)      | 15.4   | Fernando García (CHI)       | 15.7   |
| 400 metros barreiras        | Eduardo Rodrigues (BRA)  | 55.6   | Pelayo Arrieta (CHI)      | 56.2   | Eduardo Pini (BRA)          | 56.3   |
| 4×100 metros estafetas      |                          |        |                           |        |                             |        |
| 4×400 metros estafetas      | Colômbia                 | 3:19.8 | Venezuela                 | 3:20.0 | Argentina                   | 3:20.8 |
| Salto em altura             | Darío Pignataro (ARG)    | 1.86   | Oscar Rodríguez (CHI)     | 1.85   | Paulo Pérez (CHI)           | 1.85   |
| Salto com vara              | Augusto León (PER)       | 4.00   | Timoteo Buckwalter (ARG)  | 3.90   | Eduardo Koike (BRA)         | 3.70   |
| Salto em comprimento        | Márcio Lomónaco (BRA)    | 7.09   | Ricardo Otazú (ARG)       | 7.07   | Aníbal Cabrera (ARG)        | 6.94   |
| Salto triplo                | Aníbal Cabrera (ARG)     | 13.99  | Ricardo Otazú (ARG)       | 13.92  | Paulo Pinto (BRA)           | 13.73  |
| Arremesso de peso           | Carlos Elías (ARG)       | 15.94  | Jesús Ramos (VEN)         | 15.18  | José Querubim (BRA)         | 14.77  |
| Lançamento de disco         | José Sarti (ARG)         | 41.74  | Jaime Mathinson (VEN)     | 37.32  | Alejandro Serrano (CHI)     | 36.32  |
| Lançamento do martelo       | Eduardo Mazzeo (ARG)     | 45.42  | Jorge Cicery (ARG)        | 44.22  | Cândido Maurício (BRA)      | 42.34  |
| Lançamento do dardo         | Jaime Mathinson (VEN)    | 60.46  | Fernando Hoces (CHI)      | 57.52  | Christian Kittsteiner (CHI) | 55.60  |
| Pentatlo*                   | Mário Grise (BRA)        | 3707   | Darío Pignataro (ARG)     | 3658   | Luis Díaz (CHI)             | 3629   |

* Outra fonte cita Hexatlo. 

### Feminino
| Evento                   | Ouro                    | Ouro  | Prata                     | Prata | Bronze                   | Bronze |
| ------------------------ | ----------------------- | ----- | ------------------------- | ----- | ------------------------ | ------ |
| 100 metros               | Irene Fitzner (ARG)     | 12.4  | Edith Noeding (PER)       | 12.5  | Lourdes Vargas (VEN)     | 12.6   |
| 200 metros               | Irene Fitzner (ARG)     | 25.2  | Beatriz Allocco (ARG)     | 25.3  | Ana Maquilón (COL)       | 25.4   |
| 100 metros com barreiras | Edith Noeding (PER)     | 14.7  | Lucía Liria (ARG)         | 15.2  | Amaya Barturen (CHI)     | 15.2   |
| 4×100 metros estafetas   | Argentina               | 47.9  | Brasil                    | 48.6  | Venezuela                | 48.8   |
| Salto em altura          | Patricia Mantero (PER)  | 1.50  | Verónica Justiniano (CHI) | 1.45  | Beatriz Arancibia (CHI)  | 1.45   |
| Salto em comprimento     | Amaya Barturen (CHI)    | 5.60  | Edith Noeding (PER)       | 5.55  | Sofía Módica (ARG)       | 5.50   |
| Arremesso de peso        | Sofía Módica (ARG)      | 11.45 | Ana María Mellado (CHI)   | 11.44 | Luz María Quiñonez (ECU) | 11.34  |
| Lançamento de disco      | Ana María Mellado (CHI) | 42.13 | María Schutz (ARG)        | 36.60 | Elvira Ulloa (VEN)       | 36.41  |
| Lançamento do dardo      | Verónica Díaz (CHI)     | 40.18 | Irani Milani (BRA)        | 37.36 | Mercedes Olivera (ARG)   | 36.58  |

## Quadro de medalhas (não oficial)
| Ordem | País      | Medalha de ouro | Medalha de prata | Medalha de bronze | Total |
| ----- | --------- | --------------- | ---------------- | ----------------- | ----- |
| 1     | Argentina | 11              | 10               | 5                 | 26    |
| 2     | Colômbia  | 5               | 1                | 3                 | 9     |
| 3     | Chile     | 4               | 5                | 7                 | 16    |
| 4     | Peru      | 3               | 4                | 1                 | 8     |
| 5     | Brasil    | 3               | 3                | 6                 | 12    |
| 6     | Venezuela | 2               | 3                | 3                 | 8     |
| 7     | Equador   | 0               | 2                | 3                 | 5     |